# الخط الزمني للتاريخ الطبيعي

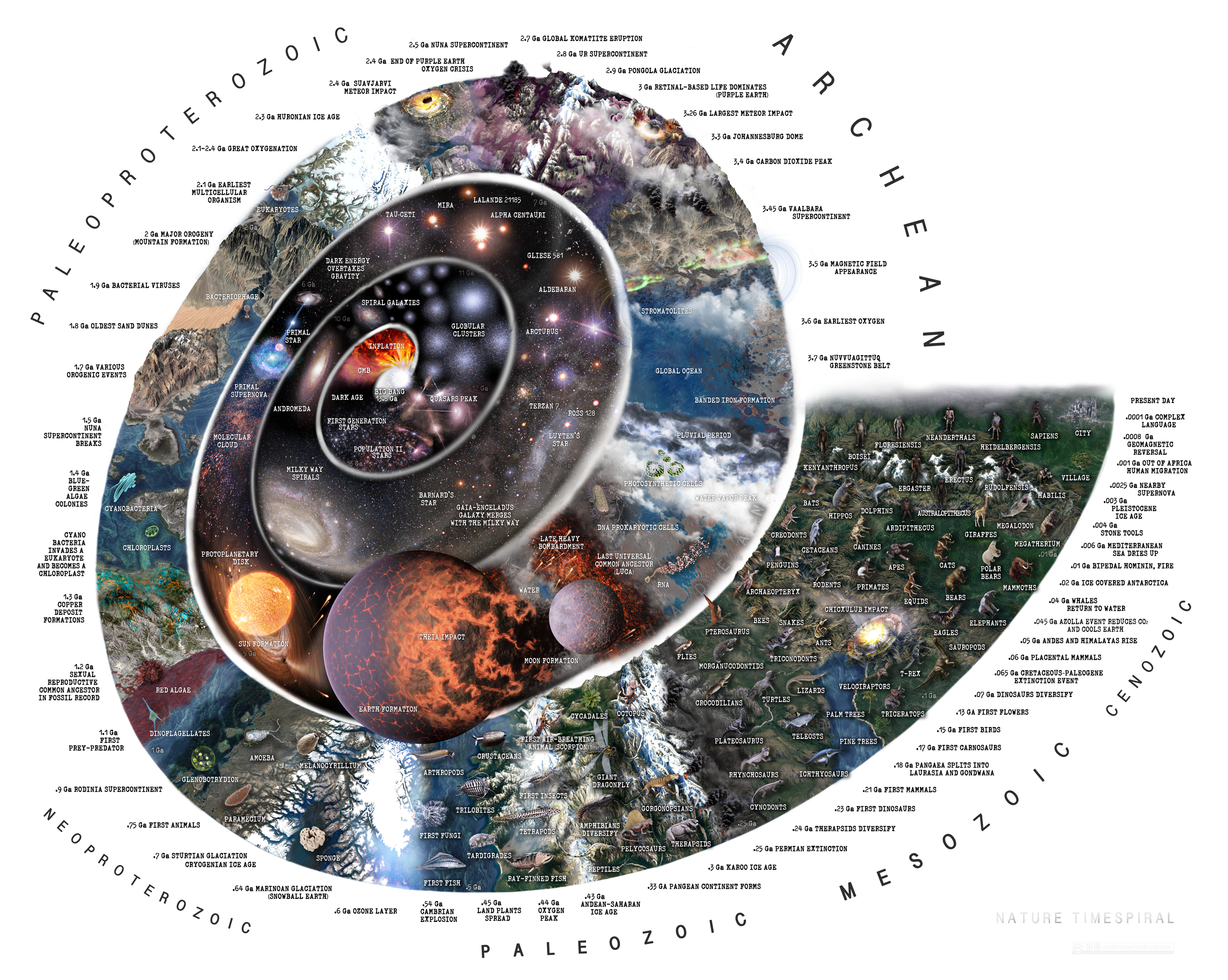
شكل توضيحي لتسلسل الأحداث الكونية منذ النشأة إلى العصر الحالي حسب النظريات.

يلخص هذا الخطّ الزمني للتاريخ الطبيعي الأحداث الجيولوجيّة و‌البيولوجيّة الهامة بدايةً من تكوين الأرض إلى الإنسان الحديث. المقالة مُقسَّمة على عدّة فترات، وما بين حدث بارز وآخر ملايين السنين، وعليه فتأريخُ الأحداث البارزة بملايين السنين كذلك.

## تأريخ السجل الجيولوجي
يعنى السِّجل الجيولوجي بمُجمل طبقات الأرض الصخرية وهي تلكَ الرواسب التي وضعتها العمليات البركانية والرسوبية الناتجة عن مخلفات التجوية بما في ذلك جميع محتوياتها الأحفورية ما يُوفّر معلوماتٍ حول تاريخ الأرض. يُمكن القول إنّ هذا السجل ومفاهيم أخرى ضمنَ علم الجيولوجيا تهتمُّ كثيرًا بمعرفةِ عمر وأصل جميع الصخور وذلك بهدفِ تحديد تاريخ وتشكيل الأرض وفهم القوى التي أثرت عليها وعلى تشكيلها أو شكلها الذي اتخذته في وقتٍ ما أو خلال فترة معيّنة. هناكَ أيضًا الوقت الجيولوجي أو المقياس الزمني الجيولوجي وهو النطاق الزمني المستخدَم لحساب تاريخ أو تواريخ حدثٍ معيّن.
يقيس التأريخ الإشعاعي التحلل المستمر للعناصر المشعّة في جسمٍ ما لتحديد عمره، ويُستخدَم هذا التأريخ لحساب التواريخ للجزء الأقدم من السجل الجيولوجي للكوكب. إنَّ هذه الطريقة معقدة للغاية، ومع ذلك فإنَّ تحلل العناصر المشعة داخل جسمٍ ما لتشكيل نظائر لكل عنصر كيميائي يُساعد بعض الشيء، خاصّة أنَّ النظائر هي ذرات العنصر التي تختلفُ في الكتلة ولكنها تشتركُ في نفس الخصائص العامّة. يهتمُّ الجيولوجيون بشدة بتحلل نظائر الكربون 14 (إلى نيتروجين -14) والبوتاسيوم 40 (إلى أرجون 40). يعملُ تأريخ الكربون 14 المعروف أيضًا باسم تأريخِ الكربون المشع على المواد العضوية التي يقلُّ عمرها عن حوالي 50000 عام، أمّا بالنسبة للمواد العضويّة الأقدم، فيكونُ تأريخ البوتاسيوم والأرجون أكثر دقة.
يتمُّ إجراء التأريخ بالكربون المشع عن طريق قياس كمية نظائر الكربون 14 والنيتروجين 14 الموجودة في المادة، وتُستخَدم النسبة بين الاثنين لتقدير عمر المادة التي قد تكون عبارة عن خشب أو فحم أو فحم نباتي أو ورق أو حتى حفريات و‌مستحاثات أو مادّة عبارة عن خليط بين بعض أو كلّ هذه المواد. من المفترضِ أن تصطفَّ الصخور في طبقاتٍ وفقًا للعمر، حيث تتركّزُ الطبقات الأقدم في أسفل الترتيب. هذا الاصطفاف أو الترتيب هو ما يُشكّل أساس علم طبقات الأرض.
تُحسَبُ أعمار الطبقات الحديثة بشكل أساسي من خلال دراسة الحفريات، وهي بقايا قديمة تُحفَظ في الصخر في وقتٍ ما وتظلُّ هناك. احتواء الصخور على بقايا قديمة أو حفريات هي عمليّة تحدثُ باستمرار مع مرور السنين، وبالتالي فإنَّ النظرية ممكنة التطبيق والتحقُّق، ناهيكَ عن أنَّ معظم الحدود المرسومة والمحدَّدة في العصر الجيولوجي الحديث تتوافقُ مع تواريخ الانقراضات (مثل الديناصورات) ومع ظهور أنواع جديدة (مثل بشرانيات أو القردة العليا).

## النظام الشمسي
تشكَّلت الشمس والكواكب الصغيرة وما يُعرَف بالعملاق الغازي لتكوينِ المجموعة الشمسيّة (أو النظام الشمسي). لقد كانَ النظام الشمسي الداخلي يتجمَّعُ بشكل أبطأ من الخارج، وهو ما يُفسِّر عدم التشكل المبكّر للكواكب الأرضية بما في ذلك الأرض و‌القمر.
- 4570 مليون سنة: انفجار المستعرّ الأعظم[ا] ما يتسبَّبُ في زرعِ جيراننا من المجرّة بعناصر ثقيلة ستندمجُ في الأرض، وينتجَ عنها موجة صادمة في منطقة كثيفة من مجرة درب التبانة. إنَّ التضمينات الغنيّة بالكالسيوم والألومنيوم هي علامة رئيسية ودليلٌ على انفجار المستعر الأعظم.[1]
- 4567 مليون سنة (± 3 مليون سنة): يتسبَّبُ الانهيار السريع للسحابة الجزيئية للهيدروجين في تكوينِ الجيل الثالث من النجوم (الشمس) في المنطقة المجريّة الصالحة للحياة وذلك على بُعد حوالي 25000 سنة ضوئية من مركز مجرة درب التبانة.[2]
- 4566 مليون سنة (± 2 مليون سنة): يظهر قرص كوكبي أولي (وهو الذي ستتشكّل منه الأرض في النهاية) حول الشمس الفتية التي تكون في مرحلة نجم T الثور.
- 4560 - 4550 مليون سنة: تبدأُ الأرض في مرحلة طور التشكّل على الحافة الخارجية (الأكثر برودة) ضمنَ النطاق الصالح للحياة في النظام الشمسي. في هذه المرحلة، كان الثابت الشمسي للشمس – وهو كميّة الإشعاع التي تصلُ إلى الأرض من الشمس – يبلغُ حوالي 73% فقط من قيمته الحالية، أمّا عن سببِ المياه السائلة التي ربما كانت موجودة على الأرض في أطوارها الأوليّة للتشكّل، فقد يرجعُ السببُ إلى تأثير البيت الزجاجي (الاحتباس الحراري) لمستويات عالية من المركَّبين الكيميائيين الميثان و‌ثنائي أكسيد الكربون الموجودينِ في الجو. تبدأُ مرحلة جديدة وهي المرحلة التي تُعرَف باسمِ مرحلة القصفِ المبكّر (على غِرار مرحلة القصد الشديد المتأخّر): نظرًا لأن المجموعة الشمسيّة مليئة بالكواكب الكبيرة والحُطَام، فإنَّ الأرض تواجه عددًا من التأثيرات العملاقة التي تُساعد على زيادة حجمها الكلي.

## ما قبل الكامبري
- 4533 مليون سنة: عصر ما قبل الكمبري الذي امتدَّ من حوالي 4533 مليون سنة إلى نحو 541 مليون سنة. تنقسمُ هذه الحقبة لثلاث فترات زمنية جيولوجية، ويُشكّل يشكل عصر ما قبل الكامبري في المجموع حوالي 85% من الوقت الجيولوجي من مرحلة تكوين الأرض إلى الوقت الذي طوَّرت فيه المخلوقات الهياكل الخارجية لأول مرة (أي الأجزاء الخارجية الصلبة) وبالتالي تركت بقايا أحافير وفيرة.[3]

## الدهر الجهنمي
- 4533 مليون سنة: بدأ كل من الدهر الجهنّمي وعصر أو حقبة ما قبل الكامبري و‌الفترة الكريبتية (غير الرسميّة) مع تشكّل نظام الأرض و‌القمر، وذلكَ ربما كنتيجةٍ لتصادمٍ خاطفٍ بين الأرض في طور تشكيلها الأولي و‌الكوكَب الأولي ثيا.[ب] أدى هذا الاصطدام إلى تبخّر كمية كبيرة من القشرة، وأُرسَلت بعضُ المواد إلى مدارٍ حول الأرض، والتي بَقيت على شكل حلقات، على غرار حلقات زحل، لبضعة ملايين من السنين، حتى اندمجت لتُصبح أو تُشكّل القمر. كانت الأرض مغطاة بمحيط صخري بلغَ حوالي 200 كيلومتر (120 ميل) نتجَ عن عدّة تأثيرات بما في ذلك تأثير كواكب صغيرة أخرى خلال مرحلة القصف المبكّر، والطاقة المنبعثة من تشكل نواة كوكب (اللب الكوكبي). يعطي إطلاق الغازات من الصخور القشرية الأرض جوًا مختزلًا من الميثان و‌النيتروجين و‌الهيدروجين و‌الأمونيا و‌بخار الماء، مع كميات أقل من كبريتيد الهيدروجين و‌أحادي أكسيد الكربون ثم ثنائي أكسيد الكربون. مع مزيدٍ من التفريغ الكامل للغازات التي تزيد عن 1000-1500 كلفن، يُصبح النيتروجين والأمونيا مكونات أقل، ويتمُّ إطلاق كميات مماثلة من الميثان وأحادي أكسيد الكربون وثنائي أكسيد الكربون وبخار الماء والهيدروجين.
- 4500 مليون سنة: تدخلُ الشمس في النسق الأساسي: تكتسحُ الرياح الشمسية الأرض والقمر الخاليانِ من الحطام (الغبار والغاز بشكل أساسي)، ما يعني نهاية مرحلة القصف المبكر، وبداية عصرٍ جديد.
- 4450 مليون سنة: بعد 100 مليون سنة من تشكل القمر، تميَّزت القشرة القمرية الأولى، المكوَّنة من الآنورثوسايت عن الصهارة السفلية. من المحتمل أن تكون قشرة الأرض الأولى قد تشكَّلَت بالمثل من مادة مماثلة. على مستوى الأرض تبدأُ فترة المطير، حيث تبرد قشرة الأرض بدرجة كافية للسماح بتكوينِ المحيطات.
- 4404 مليون سنة: ظهور أول معدن معروف سيُعثَر عليه لاحقًا في مرتفعات جاك في غرب أستراليا، كما تُظهر حتات الزركون وجود قشرة صلبة وماء سائل. ساهمَ كلّ هذا في اقترابِ الموعد الذي سيتكوَّنُ فيهِ غلاف جوي ثانوي، وسيكون ناتجًا عن إطلاق غازات قشرة الأرض، معززة بالمياه وربما الجزيئات العضوية الناتجة عن تأثيرات المذنب والكوندريت الكربوني (بما في ذلك النوع «CI» الذي يَظهر أنه مرتفعٌ في عددٍ من الأحماض الأمينية و‌ الهيدروكربونات العطريّة متعددة الحلقات.